# Couddes
 Couddes  es una población y comuna francesa, en la región de Centro, departamento de Loir y Cher, en el distrito de Romorantin-Lanthenay y cantón de Saint-Aignan.

## Demografía
| 577 | 528 | 518 | 520 | 485 | 486 | 512 |
| Para los censos de 1962 a 1999 la población legal corresponde a la población sin duplicidades (Fuente: INSEE [Consultar]) |     |     |     |     |     |     |